# 테일러 니컬스
테일러 니컬스(Taylor Nichols, 1959년 3월 3일 ~ )는 미국의 배우이다.

## 출연 작품
- 고질라 - 군 기자 역
- 체퍼퀴딕
- 아파트 209